# Hegesías

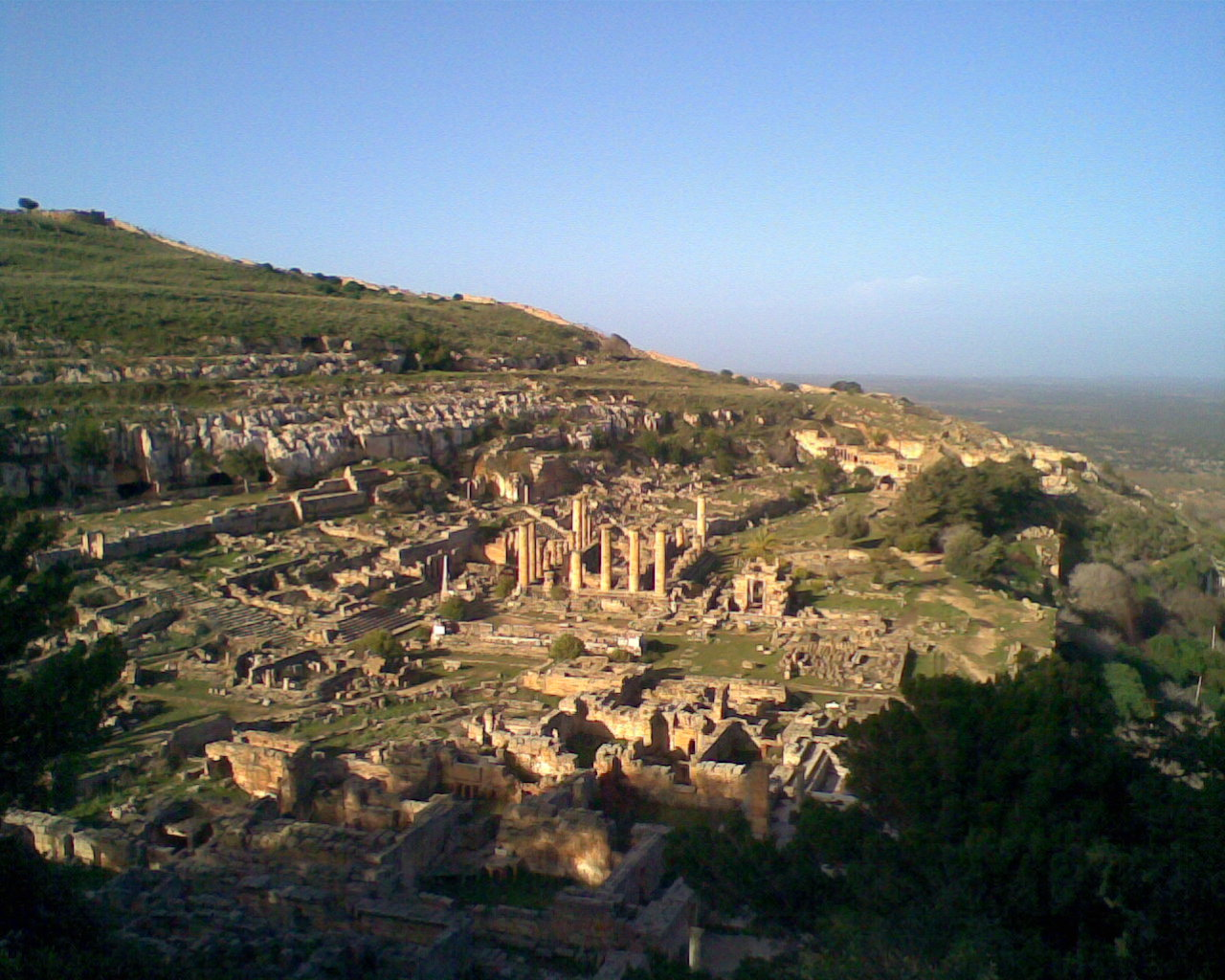
Cirene fue una antigua ciudad griega ubicada en la actual Libia, siendo esta la ciudad natalicia de Hegesía.

Hegesías de Cirene, (en griego Ἡγησίας), llamado Peisithanatos, fue un filósofo de la escuela cirenaica nacido hacia el año 300 a. C.
Según Diógenes Laercio fue discípulo de Parebates, y este de Antípatro de Cirene, quien a su vez lo fue del famoso Aristipo de Cirene (435 - c. 360 a. C). Según Cicerón, escribió un libro, el Apokarteron (ἀποκαρτερῶν), el cual se creía perdido hasta que un texto íntegro fue encontrado en 2017.
Estudió con Anniceris o Anníceres y sostenía que, si los cirenaicos sostienen que la finalidad de la vida es la satisfacción del propio placer, lo cual conducía inevitablemente al pesimismo, ya que los placeres de la vida son pocos y muchos más los dolores, incierto el conocimiento y todos los eventos son dominados por la fortuna, el azar, la inseguridad, la impersonal fuerza del destino fatal. No sólo el fin supremo del hombre sería la indiferencia ante la vida y la muerte, sino que la muerte misma sería considerable por ello placentera. Por eso fue denominado Peisithanatos (Persuasor de la muerte) entre sus discípulos, pues recomendaba el suicidio.
Para él no hay felicidad posible y la muerte sería preferible a la vida (salvo al sabio a quien estas dos cosas son indiferentes). Decía: "La felicidad es cosa absolutamente imposible, pues el cuerpo está aquejado de innumerables dolores, y el alma que participa en estos sufrimientos del cuerpo está también aquejada por los suyos propios porque la fortuna impide la realización de buen número de nuestras esperanzas y deseos; por esto la felicidad no posee existencia real". Su enseñanza acarreó numerosos suicidios, por lo que, alarmado, el rey Tolomeo II Filadelfo (gobernante de Egipto entre los años 285 y 246 a. C.) prohibió sus libros, cerró su escuela y lo exilió de la ciudad de Alejandría donde enseñaba.
El filósofo Jean-Marie Guyau consideraba sus enseñanzas posiblemente influidas por el budismo alejandrino, aunque esta filosofía condena el suicidio y no la vida.